# Hidrogênio verde
O hidrogênio verde (H2V ou H2V)  é o hidrogênio gerado por energia renovável ou por energia de baixo carbono (EBC), que possui emissões de carbono significativamente menores do que o hidrogênio cinza (gases do efeito estufa), que é produzido pela reforma a vapor do gás natural, que compõe a maior parte do mercado de hidrogênio. O hidrogênio verde produzido pela eletrólise da água é inferior a 0,1% da produção total de hidrogênio. Pode ser usado para descarbonizar setores difíceis de eletrificar, como a produção de aço e cimento, e assim ajudar a limitar as mudanças climáticas. O alto custo de produção é o principal fator por trás do baixo uso do hidrogênio verde. No entanto, espera-se que o mercado de hidrogênio cresça, com algumas previsões do custo de produção de hidrogênio caindo de US$ 6/kg em 2015 para cerca de US$ 2/kg até 2025. Em 2020, grandes empresas europeias anunciaram planos para mudar suas frotas de caminhões para energia de hidrogênio. O hidrogênio verde pode ser misturado em dutos de gás natural existentes e também usado para produzir amônia verde, o principal constituinte de produção de fertilizantes. É sugerido pelos órgãos da indústria de hidrogênio que a amônia verde será competitiva em termos de custos com a amônia produzida convencionalmente (amônia cinza) até 2030.

## Definição
Dependendo da matéria-prima empregada em sua produção, os diversos "tipos" de hidrogênio são classificados em: "preto", "marrom", "cinza", "azul", "roxo", "rosa", "turquesa", "amarelo", "branco" e "verde". O hidrogênio verde é aquele produzido quando a energia renovável é usada para promover a eletrólise da água. O verde certificado requer uma redução de emissão de >60-70% (dependendo do organismo de certificação) abaixo do limite de intensidade de emissões de referência (= emissões de GEE de hidrogênio cinza, por exemplo, valores de referência de acordo com a diretiva de energia renovável RED II).

## Mercado
O alto custo de produção é o principal fator por trás do baixo uso do hidrogênio verde. No entanto, o Departamento de Energia dos Estados Unidos prevê que o mercado de hidrogênio deve crescer, com o custo de produção de hidrogênio caindo de $ 6/kg em 2015 para tão baixo quanto $ 2/kg até 2025. O preço de US$ 2/kg é considerado um potencial ponto de inflexão que tornará o hidrogênio verde competitivo em relação a outras fontes de combustível. A Siemens já desenvolveu turbinas eólicas marítimas que são equipadas para produção combinada de hidrogênio e, consequentemente, ajudam a aumentar a produção de hidrogênio verde. A maioria do hidrogênio produzido globalmente em 2020 é derivado de fontes de combustível fóssil, com 99% do combustível de hidrogênio vindo de fontes baseadas em carbono, e não é hidrogênio verde. O hidrogênio verde tem emissões de carbono significativamente menores do que o hidrogênio cinza, que é produzido pela reforma a vapor do gás natural e representa 95% do mercado. Ao contrário, o hidrogênio verde, especificamente, aquele produzido por eletrólise de a água representa menos de 0,1% da produção total de hidrogênio.

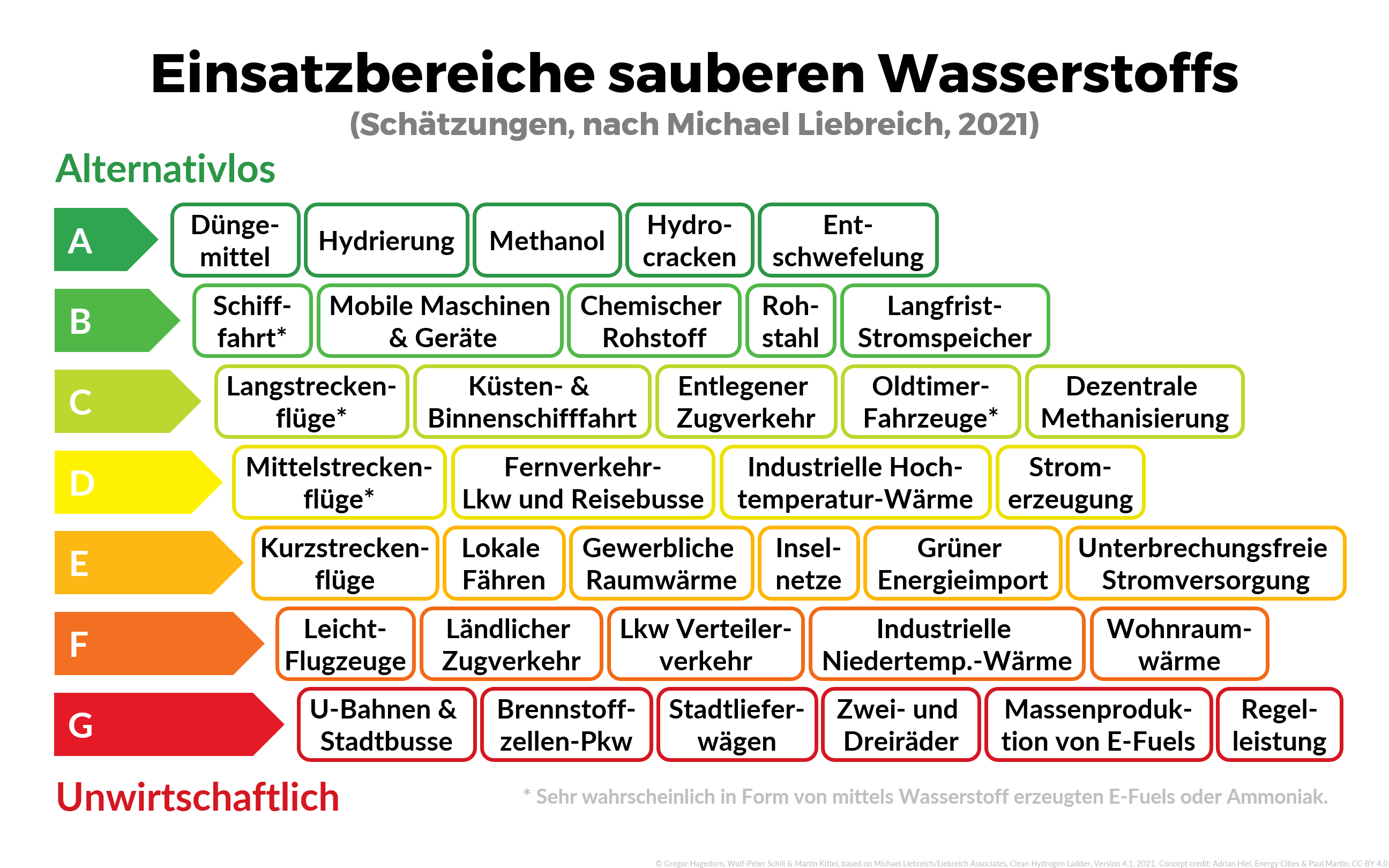
Gráfico que classifica as diferentes áreas de aplicação do hidrogênio limpo de acordo com sua eficiência econômica.

## Usos
De acordo com a BloombergNEF, "...o hidrogênio oferece o maior potencial para descarbonizar setores difíceis de reduzir, como aço, cimento e transporte pesado." O hidrogênio verde tem sido usado no transporte, aquecimento e na indústria de gás natural e pode ser usado para produzir amônia verde.

### Transporte
O hidrogênio pode ser usado como combustível de hidrogênio para células de combustível ou motores de combustão interna. Os veículos movidos a hidrogênio não se limitam aos automóveis, com os caminhões também sendo projetados para funcionar com hidrogênio verde (ver: Veículo com motor de combustão interna a hidrogênio e Veículo movido a hidrogênio). Em 2020, as principais empresas europeias anunciaram planos para mudar suas frotas de caminhões para energia de hidrogênio. Além disso, aeronaves movidas a hidrogênio já estão sendo projetadas pela Airbus, com o lançamento planejado da primeira aeronave comercial até 2035. No entanto, a Airbus alertou que o hidrogênio não será amplamente utilizado em aeronaves antes de 2050.

Veículo movido a hidrogênio abastecido com H_{2}V produzido por energia solar.

### Calefação
O hidrogênio pode ser usado para cozinhar e calefação interna de casas. O aquecimento a hidrogênio foi proposto como uma alternativa para abastecer a maioria das residências do Reino Unido até 2050. O governo britânico pretende lançar projetos de demonstração para mostrar como o combustível pode abastecer regiões que contêm centenas de casas.

### Indústria de gás natural
Gasodutos de gás natural às vezes são usados para transportar hidrogênio, mas isso não é isento de desafios. Muitos oleodutos precisariam ser atualizados para o transporte de hidrogênio. A indústria de gás natural e sua infraestrutura podem representar um obstáculo à adoção do hidrogênio verde para países que pretendem alcançar a neutralidade de carbono. Um programa piloto em Cappelle-la-Grande, França, já misturou hidrogênio na rede de gás de 100 residências. Usinas termoelétricas a gás natural também podem ser convertidas para queimar hidrogênio servindo para fornecer energia de reserva durante períodos de alta demanda.

### Produção de amônia verde
O hidrogênio verde pode ser usado para produzir amônia verde, o principal constituinte da produção de fertilizantes. O Hydrogen Council sugeriu em 2021 que a amônia verde terá custos competitivos com a amônia produzida convencionalmente (amônia cinza) até 2030.

## Economia

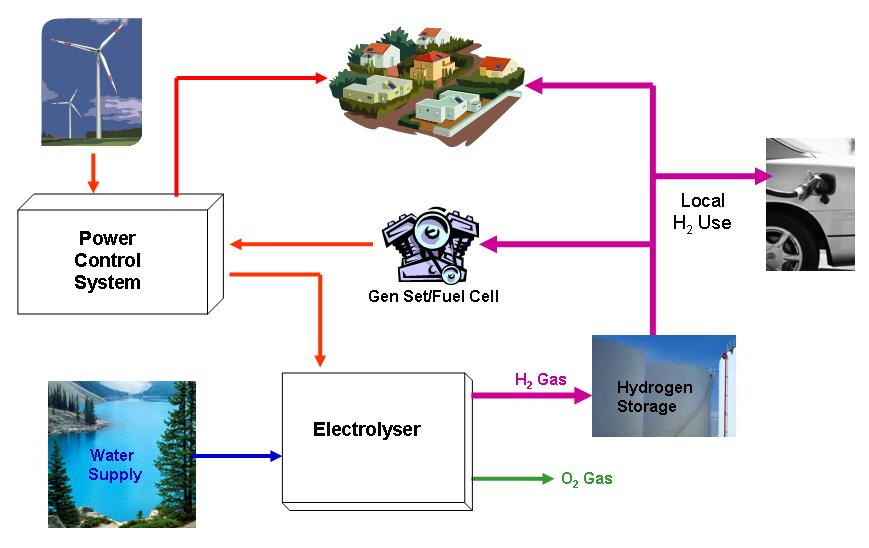
Diagrama de produção e consumo de hidrogênio verde. A turbina eólica representa a geração de eletricidade livre de carbono.

A partir de 2020, o mercado global de hidrogênio foi avaliado em US$ 900 milhões e deve atingir US$ 300 bilhões até 2050. De acordo com analistas da Fitch Solutions, o mercado global de hidrogênio pode saltar para 10% até 2030. O número de investimentos em hidrogênio verde aumentou de quase nenhum em 2020 para 121 gigawatts em 136 projetos  em fases de planejamento e desenvolvimento, totalizando mais de US$ 500 bilhões em 2021.[carece de fontes?] Empresas de todos os países formaram alianças para aumentar a produção do combustível cinquenta vezes nos próximos seis anos.[carece de fontes?]  O mercado pode valer mais de US$ 1 trilhão por ano até 2050, de acordo com Goldman Sachs.

### África
A Mauritânia lançou dois grandes projetos de hidrogênio verde: Projeto NOUR, um dos maiores projetos de hidrogênio do mundo com 10 GW de capacidade até 2030 em cooperação com a empresa Chariot. O segundo é o Projeto EMAN, que inclui 18 GW de capacidade eólica e 12 GW de capacidade solar para produzir 1,7 milhão de toneladas por ano de hidrogênio verde ou 10 milhões de toneladas por ano de amônia verde para uso local e exportação, em cooperação com a empresa australiana CWP. Países da África, como Marrocos, Tunísia, Egito e Namíbia propuseram planos para ter o hidrogênio verde como parte de suas metas gerais de mudança climática. A Namíbia já está em parceria com países europeus como Holanda e Alemanha para estudos de viabilidade e financiamento.

### Américas

#### Brasil
A matriz energética do Brasil é tida como uma das mais limpas do mundo. Especialistas destacam o potencial do país para a produção do hidrogênio verde. Pesquisas realizadas no país, indicam que a biomassa (como amidos e resíduos de estações de tratamento de esgoto) pode ser processada e convertida em hidrogênio verde  (ver: Bioenergia, Bio-hidrogénio e Produção biológica de hidrogênio). A australiana Fortescue Metals Group tem planos para instalar uma fábrica de hidrogênio verde junto ao porto do Pecém, no Ceará  com previsão inicial de entrar em operação em 2022. Neste mesmo ano, a Universidade Federal de Santa Catarina anunciou uma parceria com a alemã Deutsche Gesellschaft für Internationale Zusammenarbeit, para a produção de H2V. A Unigel tem planos para construir uma fábrica de hidrogênio verde / amônia verde em Camaçari, na Bahia, prevista para entrar em operação em 2023
Iniciativas nesta área também são mantidas no estados de Minas Gerais, Paraná, Pernambuco, Piauí, Rio de Janeiro, Rio Grande do Norte, Rio Grande do Sul e São Paulo. Trabalhos de pesquisa da Universidade de Campinas e da Universidade Técnica de Munique determinaram o espaço exigido pelos parques eólicos e solares para a produção de hidrogênio em larga escala. De acordo com isto, será necessária significativamente menos área para produzir hidrogénio verde a partir da energia eólica e fotovoltaica do que é necessária hoje para cultivar combustível a partir da cana-de-açúcar. 
Neste estudo, o autor Herzog assumiu uma necessidade de eletricidade dos eletrolisadores de 120 gigawatt (GW). Em 20 de novembro de 2023, Ursula von der Leyen, Presidente da Comissão Europeia, anunciou apoio à produção de 10 GW de hidrogênio e posteriormente amônia no estado do Piauí. A amônia será exportada de lá.

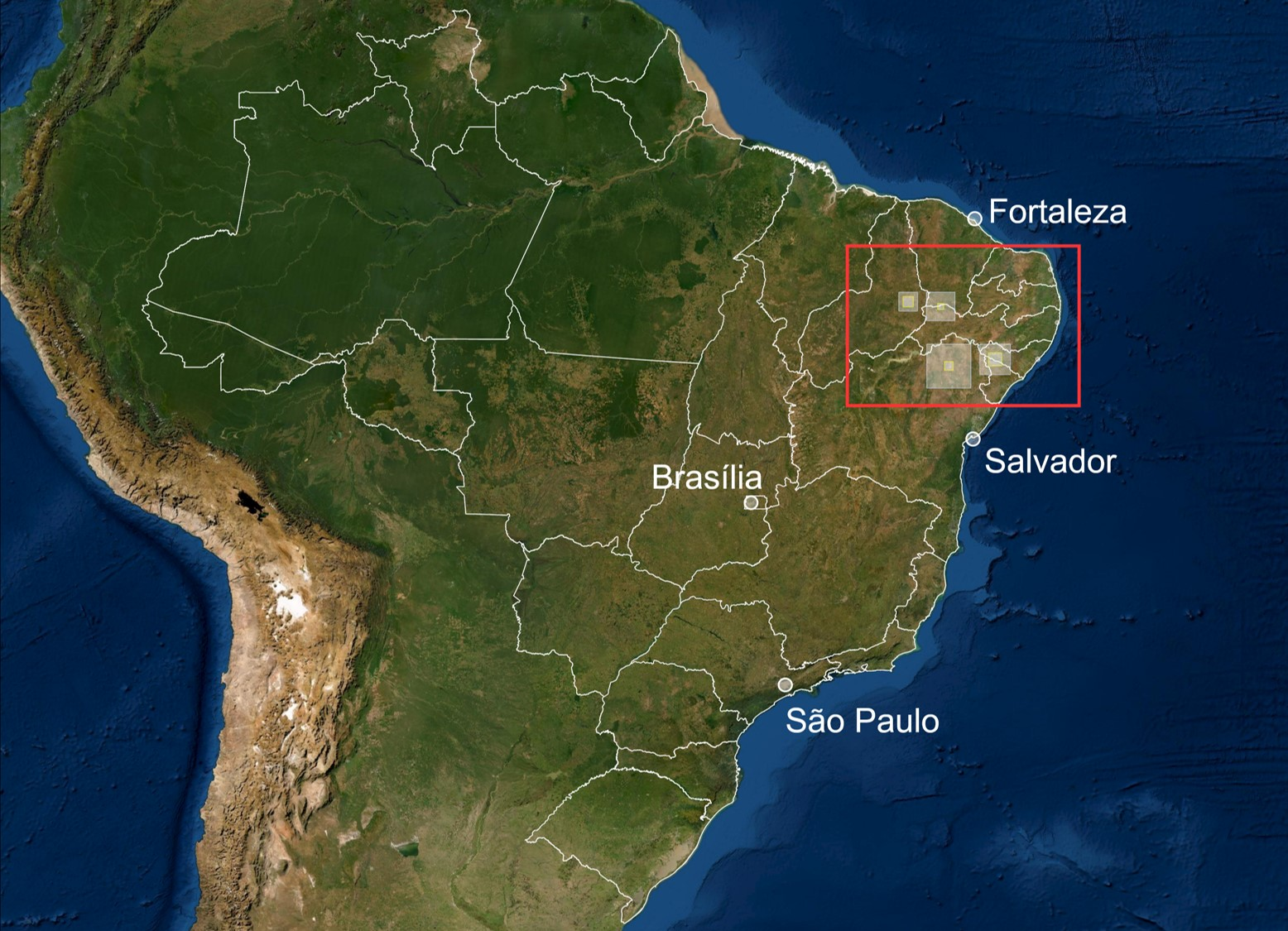
Visão geral do espaço necessário para a futura produção de eletricidade em relação ao Brasil.
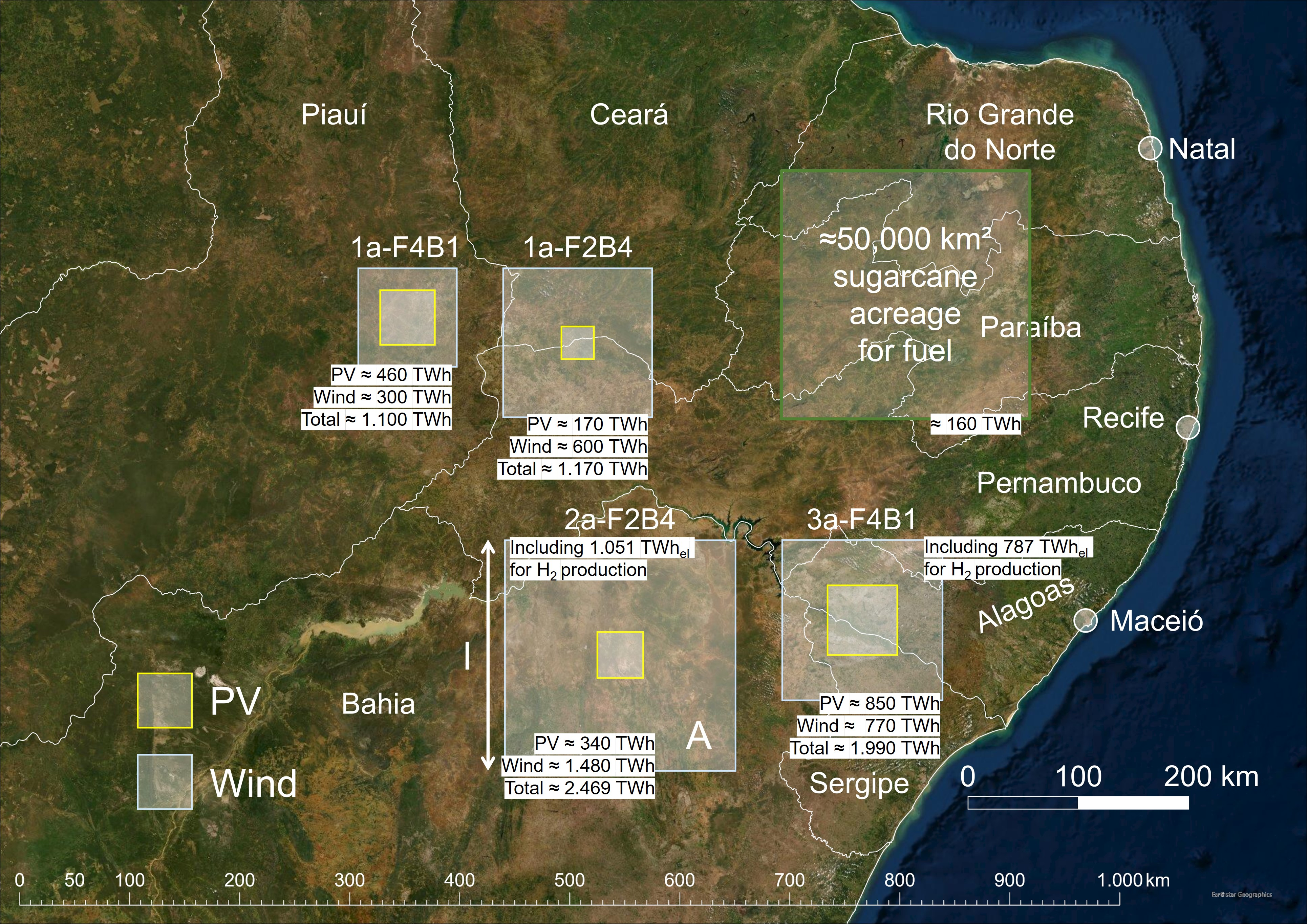
Visão detalhada para o Nordeste: As praças inferiores da energia eólica e fotovoltaica produzem 1.051 TWh e 787 TWh de eletricidade para hidrogênio, respectivamente.

#### Canadá
A desenvolvedora EverWind Fuels de produção de hidrogênio verde e amônia e a E.ON Hydrogen GmbH, acordaram um detalhado memorando de Entendimento para importar amônia verde em escala para a Alemanha a partir de 2025 da instalação de produção inicial da EverWind em Point Tupper, Nova Escócia. Sob o MoU, EverWind e E.ON pretendem trabalhar para um acordo de compra de até 500.000 toneladas por ano de amônia verde. Espera-se que a instalação chegue à operação comercial no início de 2025.

#### Chile
Em novembro de 2020, o presidente do Chile apresentou a "Estratégia Nacional para o Hidrogênio Verde", afirmando que queria que o Chile se tornasse "o produtor de hidrogênio verde mais eficiente do mundo até 2030". O plano inclui HyEx, um projeto para produzir hidrogênio baseado em energia solar para uso na indústria de mineração.

#### Estados Unidos
Durante seu Discurso sobre o Estado da União em 2003, o presidente George W. Bush revelou um plano de US$ 1,2 bilhão para desenvolver veículos movidos a célula de combustível de hidrogênio, apelidando-o de "combustível da liberdade". Este financiamento foi reduzido em 2009 por Barack Obama.  Em junho de 2021, a secretária de Energia Jennifer Granholm anunciou planos alinhados com a promessa do governo Biden de reduzir o custo da produção de hidrogênio verde. Em 2021, o Departamento de Energia dos Estados Unidos estava planejando a primeira demonstração de uma rede de hidrogênio no Texas. O departamento já havia tentado um projeto de hidrogênio conhecido como Hydrogen Energy California. O Texas é considerado uma parte fundamental dos projetos de hidrogênio verde no país, pois o estado é o maior produtor doméstico de hidrogênio e já possui uma rede de dutos de hidrogênio. Em 2020, a SGH2 Energy Global anunciou planos para usar plástico e papel via gaseificação por plasma para produzir hidrogênio verde perto de Los Angeles. Em 2021, o então governador de Nova York, Andrew Cuomo, anunciou uma Investimento de US$ 290 milhões para construir uma instalação de produção de combustível de hidrogênio verde. As autoridades do estado também apoiaram planos para o desenvolvimento de células de combustível para serem usadas em caminhões e pesquisas sobre a mistura de hidrogênio na rede de gás. Em março de 2022, os governadores de Arkansas, Louisiana e Oklahoma anunciaram a criação de um centro de energia de hidrogênio entre os estados. A Woodside Petroleum, com sede na Austrália, já havia anunciado planos para um local de produção de hidrogênio verde em Ardmore (Oklahoma).

### Ásia

#### Arábia Saudita
Em 2021, a Arábia Saudita, como parte do projeto Neom, anunciou um investimento de US$ 5 bilhões para construir uma planta verde de amônia baseada em hidrogênio, que iniciaria a produção a partir de 2025.

#### China
A China é líder do mercado global de hidrogênio com uma produção de 20 milhões de toneladas, respondendo por ⅓ da produção global. A Sinopec pretende gerar 500.000 toneladas de hidrogênio verde até 2025. Pesquisadores do Harvard China Project indicaram que o hidrogênio gerado a partir da energia eólica pode fornecer uma alternativa econômica para regiões dependentes de carvão, como a Mongólia Interior. Como parte dos preparativos para os Jogos Olímpicos de Inverno de 2022, um eletrolisador de hidrogênio, descrito como o "maior do mundo", começou a operar para fornecer combustível para os veículos usados nos jogos. O eletrolisador produziu hidrogênio verde usando vento terrestre.

#### Coreia do Sul
Em outubro de 2020, o governo sul-coreano anunciou seu plano de introduzir os Padrões de Portfólio de Energia de Hidrogênio Limpo (CHPS), que enfatiza o uso de hidrogênio limpo. Durante a introdução do Hydrogen Energy Portfolio Standard (HPS), foi votado pelo 2º Comitê de Economia do Hidrogênio. Além disso, em março de 2021, o 3º Comitê de Economia do Hidrogênio foi realizado para aprovar um plano para introduzir um sistema de certificação de hidrogênio limpo baseado em incentivos e obrigações para hidrogênio limpo. Em junho de 2021, a Hyundai Engineering & Construction assinou um acordo comercial mútuo com a POSCO, Gyeongsangbuk-do, Uljin-gun, Universidade de Ciência e Tecnologia de Pohang, Pohang Institute of Industrial Science e o Korea Atomic Energy Research Institute. Ele planeja garantir a competitividade da tecnologia MMR e revitalizar a economia do hidrogênio por meio de cooperação, como o desenvolvimento de tecnologia de produção de hidrogênio quente, desenvolvimento de tecnologia eletrolítica de água quente e comercialização de energia nuclear.

#### Emirados Árabes Unidos
Em 2021, em colaboração com a Expo 2020 Dubai, foi lançado um projeto piloto que é a primeira instalação de hidrogênio verde movida a energia solar em "escala industrial" no Oriente Médio e Norte da África."

#### Índia
Reliance Industries e Adani Group - duas das maiores empresas de energia da Índia anunciaram incursão na produção de hidrogênio verde em 2021. A Reliance Industries anunciou seu plano de usar cerca de 3 gigawatt (GW) de energia solar para gerar 400.000 toneladas de hidrogênio. Gautam Adani, fundador do Adani Group, também anunciou planos de investir US$ 70 bilhões para se tornar a maior empresa de energia renovável do mundo e produzir o hidrogênio mais barato do mundo. O ministério de energia da Índia afirmou que o país pretende produzir um acumulado de 5 milhões de toneladas de hidrogênio verde até 2030. Em 20 de abril de 2022, o setor público OIL (Oil India Limited), com sede em Duliajan, leste de Assão, instalou a primeira planta piloto de hidrogênio verde 99,99% puro da Índia, de acordo com o objetivo de “preparar o país para o projeto-piloto”. produção em escala de hidrogênio e seu uso em várias aplicações” enquanto “esforços de pesquisa e desenvolvimento estão em andamento para uma redução no custo de produção, armazenamento e transporte” de hidrogênio.

#### Japão
Para se tornar neutro em carbono, o governo japonês pretende transformar a nação em uma "sociedade do hidrogênio". A demanda de energia no Japão exigiria que o governo importasse 36 milhões de toneladas de hidrogênio líquido. As importações comerciais do país são projetadas para serem 100 vezes menores que esse valor até 2030, quando se espera que o uso do combustível comece, o que representa um sério desafio. O Japão publicou um roteiro preliminar que exigia que o hidrogênio e combustíveis relacionados forneçam 10% da energia para geração de eletricidade, bem como uma parcela significativa da energia para outros usos, como transporte e fabricação de aço até 2050. O país criou uma rede de pontos de abastecimento (Rodovia de hidrogênio) composta por 135 postos de combustíveis de hidrogênio subsidiados e planeja construir 1.000 até o final da década.

#### Omã
Um consórcio de empresas anunciou um projeto de US$ 30 bilhões em Omã, que se tornaria uma das maiores instalações de hidrogênio do mundo. A construção começará em 2028 e até 2038 o projeto será alimentado por 25 GW de energia eólica e solar.

### Europa

#### Reino Unido
Em 25 de Agosto de 2017, o EMEC (European Marine Energy Centre) em Órcades na Escócia, foi o primeiro a utilizar energia maremotriz para produzir hidrogênio verde. Em 2021, o governo britânico publicou seu documento de política, um "Plano de Dez Pontos para uma Revolução Industrial Verde", que incluía investir para criar 5 GW de hidrogênio de baixo carbono até 2030. Os planos incluem trabalhar com a indústria para concluir os testes necessários que permitiriam até 20% de mistura de hidrogênio na rede de distribuição de gás para todas as residências na rede de gás até 2023. Embora uma consulta do BEIS em 2022 sugerisse que a mistura da rede só teria um papel "limitado e temporário" devido a uma redução esperada no uso de gás natural. Em março de 2021, surgiu uma proposta para usar a proposta eólica offshore na Escócia para converter plataformas de petróleo e gás em um "centro de hidrogênio verde" que forneceria combustível para destilarias locais. Em junho de 2021, a Equinor anunciou planos para triplicar a produção de hidrogênio do Reino Unido. Em março de 2022, a National Grid anunciou um projeto para introduzir hidrogênio verde na rede com uma turbina eólica de 200m alimentando um eletrolisador para produzir gás para cerca de 300 casas. No início da década de 2020, empresas de energia, incluindo ERM, Source Energie e RWE, anunciaram interesse em gerar hidrogênio verde usando turbinas eólicas flutuantes no Mar Celta.  A Vattenfall espera gerar hidrogênio verde a partir de um teste eólico offshore em Aberdeen em 2025.

#### União Europeia

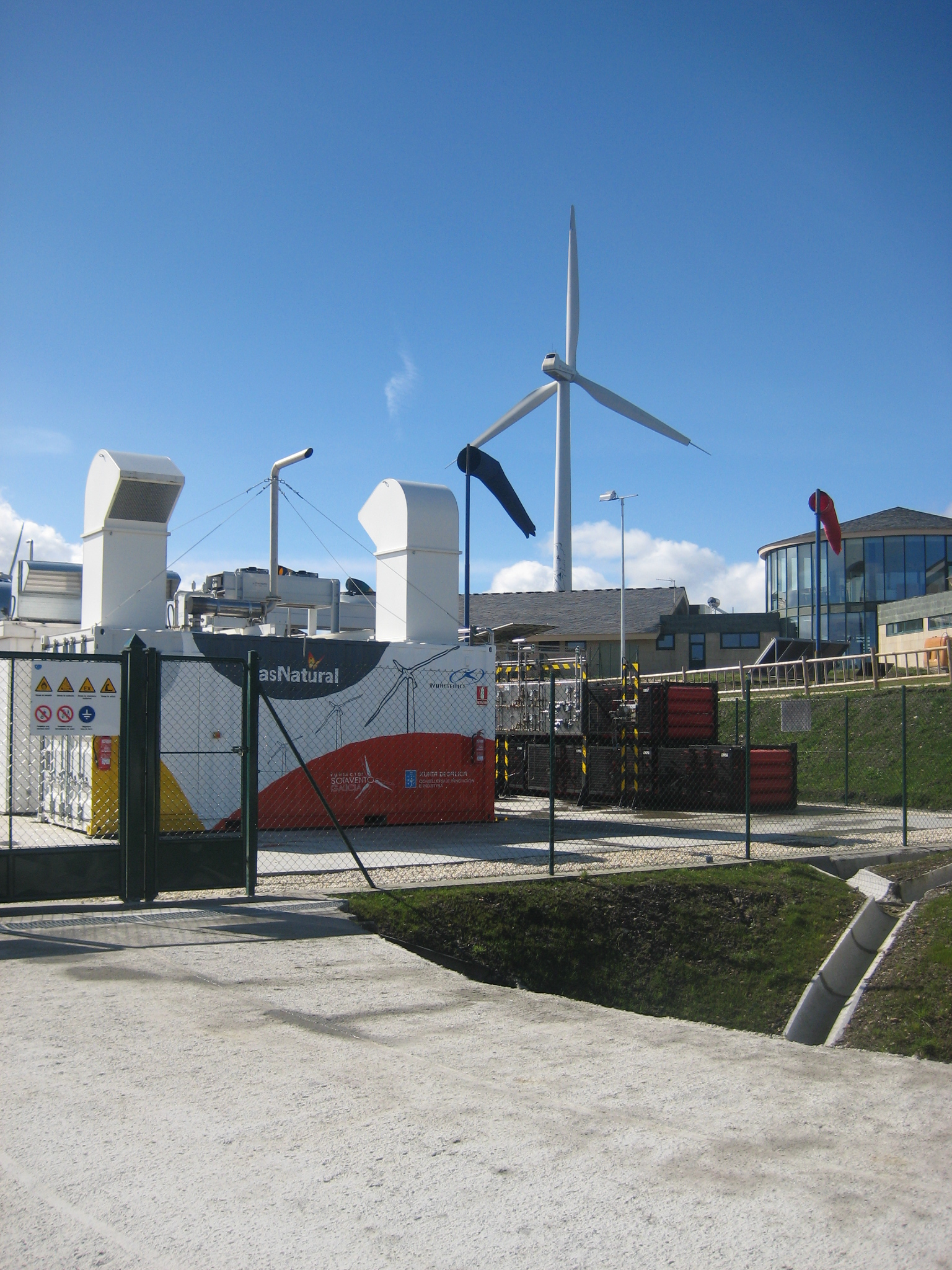
Usina produtora de hidrogênio verde, com uso de energia eólica (Galiza, Espanha).

Em julho de 2020, a União Europeia apresentou a Estratégia de Hidrogênio para uma Europa Neutra em Clima, com o objetivo de alcançar a neutralidade de carbono ao incorporar o hidrogênio nos planos da UE. Uma moção de apoio a esta estratégia foi aprovada pelo Parlamento Europeu no ano seguinte. O plano será dividido em três fases. A primeira, de 2020 a 2024, terá como objetivo descarbonizar toda a produção de hidrogênio existente. A segunda fase (2024-2030) integrará o hidrogênio verde ao sistema energético. A terceira fase (2030 a 2050) verá uma implantação em larga escala de hidrogênio no processo de descarbonização. A Goldman Sachs estima que o hidrogênio representará 15% da matriz energética da UE até 2050. Seis estados membros da União Européia: Alemanha, Áustria, França, Holanda, Bélgica e Luxemburgo, solicitaram que o financiamento do hidrogênio fosse respaldado por legislação. A Alemanha já investiu € 9 bilhões para construir 5 GW de capacidade de hidrogênio até 2030. Muitos países membros criaram planos para importar hidrogênio de outras nações, especialmente do norte da África. Esses planos aumentariam a produção de hidrogênio, mas também foram acusados de tentar exportar as mudanças necessárias para a Europa. A União Européia exigiu que, a partir de 2021, todas as novas turbinas a gás fabricadas no bloco estejam equipadas prontas para queimar uma mistura de hidrogênio e gás natural. Em fevereiro de 2021, trinta empresas anunciaram um projeto pioneiro de fornecimento de hidrogênio baseado na Espanha. O projeto pretende começar em 2022, criando 93 GW de energia solar e 67 GW de capacidade de eletrólise até o final da década. Em abril de 2021, Portugal anunciou planos para construir a primeira usina movida a energia solar para produzir hidrogênio até 2023. A empresa de energia Galp, sediada em Lisboa, também anunciou planos para construir um eletrolisador para alimentar sua refinaria até 2025.

### Oceania

#### Austrália
Na Austrália, o hidrogênio verde custou o dobro do hidrogênio convencional e do hidrogênio azul, mas um relatório da Universidade Nacional da Austrália de 2020 estimou que a Austrália poderia produzi-lo por muito mais barato, mesmo atualmente, e poderia igualar o preço do hidrogênio convencional e azul (em cerca de A$ 2 por quilo) até 2030, o que seria competitivo em termos de custos com os combustíveis fósseis. Um analista do mercado de energia sugeriu no início de 2021 que o preço do hidrogênio verde cairia 70% nos próximos 10 anos em países que possuem energia renovável barata. Em 2020, o governo acelerou a aprovação da maior instalação planejada de exportação de energia renovável do mundo na região de Pilbara. No ano seguinte, as empresas de energia anunciaram planos para construir um "vale de hidrogênio" em Nova Gales do Sul a um custo de US$ 2 bilhões que substituiria a indústria de carvão da região. Em julho de 2022, a ARENA (Australian Renewable Energy Agency) investiu US$ 88 milhões em 35 projetos de hidrogênio, desde projetos de pesquisa e desenvolvimento com universidades, até demonstrações inéditas. Em 2022, a ARENA espera atingir o fechamento financeiro de duas ou três das primeiras implantações de eletrolisadores em grande escala da Austrália como parte de sua rodada de implantação de hidrogênio de US$ 100 milhões.

## Pesquisa e desenvolvimento
Embora já existam várias tecnologias de hidrogênio verde, há pesquisa e desenvolvimento em andamento para novos caminhos tecnológicos para o "hidrogênio verde". Por exemplo, em 2020 os cientistas relataram o desenvolvimento de microgotículas para células de algas ou reatores microbianos esferóides multicelulares alga-bacterianos sinérgicos capazes de produzir oxigênio e hidrogênio através da fotossíntese à luz do dia sob o ar.  Em 2020, a Comissão Europeia adotou uma nova estratégia específica para o hidrogênio na UE, que inclui investigação e inovação em conformidade com o Acordo Verde Europeu. O "Centro Europeu de Aceleração do Hidrogênio Verde" é encarregado de desenvolver uma economia de hidrogênio verde de € 100 bilhões por ano até 2025. Em dezembro de 2020, as Nações Unidas, juntamente com a RMI e várias empresas, lançaram o Green Hydrogen Catapult, que se agita para reduzir o custo do hidrogênio verde abaixo de US$ 2 por quilo (equivalente a US$ 50 por megawatt-hora) até 2026.
Em 2021, com o apoio dos governos da Áustria, China, Alemanha e Itália, a Organização das Nações Unidas para o Desenvolvimento Industrial (UNIDO) lançou seu Programa Global para H2V na indústria. Estimula a adoção e implantação acelerada do H2V em indústrias de países em desenvolvimento e economias em transição. Tem como objetivo construir parcerias para a transferência e cooperação de conhecimento e tecnologia.
No Brasil, ao longo dos últimos 13 anos, a empresa Evo Hydrogen embarcou em uma jornada revolucionária de pesquisa e desenvolvimento, com o objetivo de criar um equipamento inovador capaz de ser integrado a qualquer motor a combustão. Com o foco de otimizar a queima de combustíveis fósseis e reduzir significativamente a emissão de gases do efeito estufa.
Para enfrentar esse desafio, focaram os estudos na área da geração de hidrogênio verde (H2V). Desenvolvemos um eletrolisador economicamente viável, com dimensões reduzidas, acionamento sob demanda e operação totalmente segura.
O compromisso ambiental e responsabilidade financeira, permitem oferecer aos clientes uma redução de até 93,3% na emissão de gases do efeito estufa, além de uma economia de combustível superior a 5%.
Dessa forma, consolidaram-se como líderes no mercado brasileiro de Hidrogênio Verde Veicular (H2VV), contando com mais de 6.000 clientes que se unem na construção de um futuro mais limpo, saudável e equilibrado.